# ميدوي (يوتا)
ميدوي (بالإنجليزية: Midway, Utah)‏ هي مدينة تقع في الولايات المتحدة في مقاطعة واساتش، يوتا. يقدر عدد سكانها بـ 4,023 نسمة ومساحتها 8.7 كم2 وترتفع عن سطح البحر 1,702 متر.

## التركيبة السكانية
حدّد مكتب تعداد الولايات المتحدة بيانات التركيبة السكانية لميدوي في تعداد الولايات المتحدة. في ما يلي، التركيبة السكانية حسب تعدادي 2000 و2010.

### تعداد عام 2000
بلغ عدد سكان ميدوي 2,121 نسمة بحسب تعداد عام 2000، وبلغ عدد الأسر 687 أسرة وعدد العائلات 550 عائلة مقيمة في المدينة. في حين سجلت الكثافة السكانية 147.6 نسمة لكل كيلومتر مربع (382.3/ميل2). وبلغ عدد الوحدات السكنية 1,000 وحدة بمتوسط كثافة قدره 69.6 لكل كيلومتر مربع (180.3/ميل2).
وتوزع التركيب العرقي للمدينة بنسبة 97.22% من البيض و0.05% من الأمريكيين الأفارقة و0.38% من الأمريكيين الأصليين و0.19% من الأمريكيين ذوي الأصول الآسيوية و0.19% من سكان جزر المحيط الهادئ و0.38% من الأعراق الأخرى و1.60% من عرقين مختلطين أو أكثر و2.78% من الهسبانيون أو اللاتينيون من أي عرق.
بلغ عدد الأسر 687 أسرة كانت نسبة 46% منها لديها أطفال تحت سن الثامنة عشر تعيش معهم، وبلغت نسبة الأزواج القاطنين مع بعضهم البعض 71% من أصل المجموع الكلي للأسر، ونسبة 6.4% من الأسر كان لديها معيلات من الإناث دون وجود شريك،  بينما كانت نسبة 2.6% من الأسر لديها معيلون من الذكور دون وجود شريكة وكانت نسبة 19.9% من غير العائلات. تألفت نسبة 18% من أصل جميع الأسر من عدة أفراد يعيشون في نفس المنزل ونسبة 5.8% كانت تتألف من شخص يعيش بمفرده يبلغ من العمر 65 عاماً أو أكثر. وبلغ متوسط حجم الأسرة المعيشية 3.09، أما متوسط حجم العائلات فبلغ 3.53.
بلغ العمر الوسطي للسكان 30.6 عاماً. وكانت نسبة 33.5% من القاطنين تحت سن الثامنة عشر، وكانت نسبة 9.9% بين الثامنة عشر والرابعة والعشرين عاماً، ونسبة 25.8% كانت واقعةً في الفئة العمرية ما بين الخامسة والعشرين والرابعة والأربعين عاماً، ونسبة 21.7% كانت ما بين الخامسة والأربعين والرابعة والستين، ونسبة 9% كانت ضمن فئة الخامسة والستين عاماً فما فوق. يوجد لكل 100 أنثى 104.9 ذكر، ويوجد لكل 100 أنثى في الثامنة عشر من عمرها فما فوق 98.6 ذكر.
بلغ متوسط دخل الأسرة في المدينة 51,071 دولارًا، أما متوسط دخل العائلة فبلغ 55,809 دولارًا. وكان متوسط دخل الذكور 40,870 دولارًا مقابل 25,682 دولارًا للإناث. وسجل دخل الفرد الخاص بالمدينة 22,551 دولارًا. وكانت نسبة 3.4% من العائلات ونسبة 5.2% من السكان تحت خط الفقر، وكان من هؤلاء نسبة 7.3% تحت سن الثامنة عشر ونسبة 4.9% في الخامسة والستين من العمر وما فوق.

### تعداد عام 2010
بلغ عدد سكان ميدوي 3,845 نسمة بحسب تعداد عام 2010، وبلغ عدد الأسر 1,276 أسرة وعدد العائلات 1,015 عائلة مقيمة في المدينة. في حين سجلت الكثافة السكانية 267.6 نسمة لكل كيلومتر مربع (693.1/ميل2). وبلغ عدد الوحدات السكنية 1,982 وحدة بمتوسط كثافة قدره 137.9 لكل كيلومتر مربع (357.2/ميل2).
وتوزع التركيب العرقي للمدينة بنسبة 95.24% من البيض و0.21% من الأمريكيين الأفارقة و0.34% من الأمريكيين الأصليين و0.52% من الأمريكيين ذوي الأصول الآسيوية و0.08% من سكان جزر المحيط الهادئ و2.70% من الأعراق الأخرى و0.91% من عرقين مختلطين أو أكثر و5.51% من الهسبانيون أو اللاتينيون من أي عرق.
بلغ عدد الأسر 1,276 أسرة كانت نسبة 41.1% منها لديها أطفال تحت سن الثامنة عشر تعيش معهم، وبلغت نسبة الأزواج القاطنين مع بعضهم البعض 69.8% من أصل المجموع الكلي للأسر، ونسبة 6.7% من الأسر كان لديها معيلات من الإناث دون وجود شريك،  بينما كانت نسبة 3% من الأسر لديها معيلون من الذكور دون وجود شريكة وكانت نسبة 20.5% من غير العائلات. تألفت نسبة 16.5% من أصل جميع الأسر من عدة أفراد يعيشون في نفس المنزل ونسبة 5.8% كانت تتألف من شخص يعيش بمفرده يبلغ من العمر 65 عاماً أو أكثر. وبلغ متوسط حجم الأسرة المعيشية 3.01، أما متوسط حجم العائلات فبلغ 3.41.
بلغ العمر الوسطي للسكان 34.7 عاماً. وكانت نسبة 32.4% من القاطنين تحت سن الثامنة عشر، وكانت نسبة 6% بين الثامنة عشر والرابعة والعشرين عاماً، ونسبة 25.3% كانت واقعةً في الفئة العمرية ما بين الخامسة والعشرين والرابعة والأربعين عاماً، ونسبة 25% كانت ما بين الخامسة والأربعين والرابعة والستين، ونسبة 11.2% كانت ضمن فئة الخامسة والستين عاماً فما فوق. وتوزع التركيب الجنسي للسكان بنسبة 49.6% ذكور و50.4% إناث.

## المدن التوأمة
مدينة Trubschachen هي مدينة توأمة لـميدوي (يوتا).

## أعلام
- ديفيد جون ويلسون